# Pensacola Ice Pilots
Die Pensacola Ice Pilots waren ein US-amerikanisches Eishockeyfranchise in Pensacola, Florida, das von 1996 bis 2008 in der ECHL spielte. Ihre Heimspiele trugen die Ice Pilots im Pensacola Civic Center aus, in dem heute die Pensacola Ice Flyers in der Southern Professional Hockey League als Nachfolgeteam ihre Spiele bestreiten.

## Geschichte
Das Franchise wurde im Jahr 1996 gegründet und nahm seinen Spielbetrieb in der East Coast Hockey League auf. Cheftrainer wurde Allen Pedersen, der während seiner aktiven Karriere in der NHL spielte. In ihrer ersten Saison erreichten die Ice Pilots die Play-offs, in denen sie die Tallahassee Tiger Sharks und Richmond Renegades besiegten, jedoch in den Halbfinals in fünf Spielen knapp den South Carolina Stingrays unterlagen. In den darauffolgenden Spielzeit verbesserten sich die Ergebnisse und die Ice Pilots besiegten in den Play-offs die New Orleans Brass, Charlotte Checkers und Louisiana IceGators. In den Finalspielen um den Kelly Cup unterlag Pensacola in sechs Partien den Hampton Roads Admirals.
In den folgenden sieben Jahren erreichten die Ice Pilots fünf Mal die Play-offs, kamen aber nie über die zweite Runde hinaus. In der Saison 2004/05 errangen die Ice Pilots in der regulären Saison 107 Punkte, womit sie die South Division und den Henry Brabham Cup gewannen. In den Play-offs scheiterten die Ice Pilots in der ersten Runde gegen die Greenville Grrrowl. In den letzten drei Spielzeiten des Franchises verpassten die Pensacola Ice Pilots die Endrunde. Daraufhin wurde das Franchise wegen finanzieller Probleme aufgelöst.

## Kooperationen
Im Laufe der Jahre waren die Ice Pilots verschiedene Kooperationen mit NHL-Teams eingegangen. So waren sie das Farmteam der Toronto Maple Leafs, von Tampa Bay Lightning, der Chicago Blackhawks und der New York Islanders. Zudem hatten sie in der Saison 2004/05 einen Vertrag mit den Houston Aeros aus der AHL.

## Trainergeschichte
| Zeit      | Trainer        | Anmerkungen                            |
| --------- | -------------- | -------------------------------------- |
| 1996–2000 | Allen Pedersen | Kelly-Cup-Finale 1998                  |
| 2000–2001 | Wayne Cashman  |                                        |
| 2001–2004 | Todd Gordon    |                                        |
| 2004–2005 | Dave Farrish   | Gewinner des Henry Brabham Cups        |
| 2005–2006 | Rick Adduono   |                                        |
| 2006      | George Dupont  | Übergangstrainer über zwei Spielzeiten |
| 2006–2007 | Joe Clark      |                                        |
| 2007–2008 | John Marks     |                                        |

## Team-Rekorde

### Karriererekorde
Spiele: 270  Shane Calder
Tore: 93  Chad Quenneville
Assists: 134  Chad Quenneville
Punkte: 227  Chad Quenneville
Strafminuten: 764  Shane Calder

## Ehemalige Spieler
- Jewgeni Artjuchin
- Gregor Baumgartner
- Tyler Beechey
- Adam Courchaine
- Raitis Ivanāns
- Stéphane Julien
- Glen Metropolit
- Chris Minard
- Bruce Richardson
- Gregory Schmidt
- / Chris Straube
- / John Tripp